# Ormosia arborea
Ormosia arborea é uma árvore de copa frondosa e densifoliada endêmica do Brasil.
O nome do gênero "Ormosia" vem do grego, ὅρμος/όrmos, e significa colar, fazendo referência a um dos usos de suas sementes coloridas, já o epíteto "arborea" tem a ver com suas dimensões por se tratar da espécie de maior porte do gênero. 
Ela é conhecida por suas sementes bicolores, chamativas e ornamentais que se assemelham aos olhos de caprinos e por isso a árvore é conhecida popularmente como olho-de-cabra.
Outros nomes populares mais comuns da árvore são tento, pau-ripa, angelim, arvoeiro, assacu-mirim, coroa-de-frade, coronheira, corunheira, macanaíba, pau-de-santo-inácio, pau-ripa, tento-grande e tento-macanaíba variando de acordo com a região do país.
A espécie foi inicialmente descrita pelo botânico brasileiro José Mariano da Conceição Veloso no ano de 1829 como Abrus arboreus e posteriormente foi reclassificada devido ao trabalho do botânico alemão Hermann August Theodor Harms no ano de 1924 para o nome aceito até hoje, O. arborea.
Ela também já foi descrita pelo botânico alemão Julius Rudolph Theodor Vogel no ano de 1837 com o nome de O. acuta.
A planta é facilmente confundida com a O. fastigiata.
A aparência chamativa da semente também é responsável pela dispersão das sementes por zoocoria, embora a árvore não ofereça nenhum nutriente a seus dispersores.
A semente atrai animais que são induzidos a acreditar que se trata de um fruto carnoso de arilo comestível e ao serem enganados, ingerem-na e acabam regurgitando ou defecando a semente intacta muitas vezes quando já estão distantes da árvore.
A predação destrutiva da semente é inibida por um de seus componentes químicos.
Suas sementes apresentam dificuldade de germinação devido a sua casca impermeabilizante e para melhorar sua taxa de germinação, costuma-se utilizar de processos de escarificação mecânica ou química, quando semeada artificialmente.

## Descrições gerais
A O. arborea é endêmica do Brasil e tem ocorrência confirmada na região: Sudeste em todos os estados e também encontra-se na Bahia e em Goiás; nos biomas: Cerrado e Mata Atlântica; nas vegetações do tipo Floresta Ombrófila.
É encontrada em altitudes de 5 até 1100 metros.
Sua madeira é utilizada na confecção de móveis, lâminas faqueadas, painéis e lambris.
Sua lenha é de boa qualidade.
Suas sementes são ornamentais e usadas em artesanatos.
A árvore propicia ótimo sombreamento e é ornamental, portanto é uma espécie interessante para arborização de avenidas e ruas.
Ela é considerada planta medicinal e é usada na medicina alternativa popular em tratamentos do sistema nervoso.
Suas sementes possuem alcaloides e teor de água entre 13,05% e 11,64%.
Para haver melhor taxa de germinação é recomendado escarificação das sementes que podem ser semeadas em qualquer época do ano e levam de quarenta a cinquenta dias para germinar.
A salinidade prejudica sua germinação. As mudas jovens desenvolvem-se melhor sob condição de sombreamento e toleram sombreamento de 70%.
Sua madeira possui densidade de 700 kg/m³, que é considerada moderadamente alta, é resistente, medianamente resistente ao ataque de organismos xilófagos, possui textura média e aparência decorativa.

## Morfologia

### Geral
A O. arborea é muito similar morfologicamente à O. fastigiata Tul., o que gera dificuldade na sua identificação em campo e em material herborizado.
Apesar das sementes de ambas espécies possuírem aparência quase idêntica, as sementes de O. arborea são mais pesadas e são criptocotiledonares; seus folíolos apresentam parênquima paliçádico de células mais curtas, com base mais larga.
A O. arborea é monoica, atinge altura de quinze a vinte metros.
Seu caule quando jovem é fulvo e tomentoso.
Sua raiz possui nodulações.
Sua copa é frondosa.
Suas flores são zigomorfas, nectaríferas, levemente odoríferas, dispostas em panículas amplas e terminais e apresentam coloração rosa e roxa.
Seu fruto é uma vagem bivalvar, com cerca de seis centímetros (considerada curta), apresenta pericarpo lenhoso, com normalmente de uma a raramente três sementes.

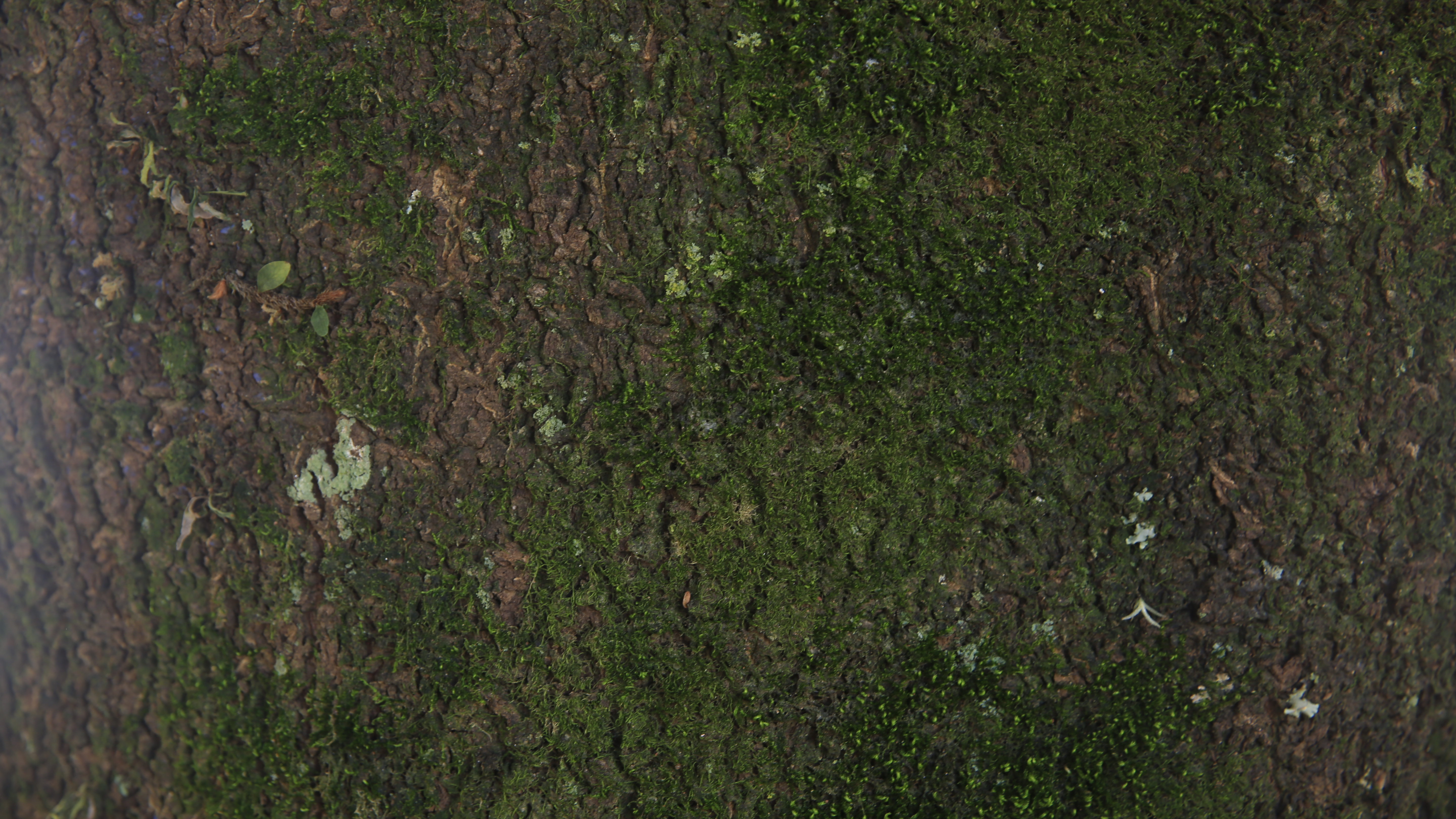
Tronco de O. arborea.

Seu tronco possui formato de reto a levemente tortuso, atinge de cinquenta a setenta centímetros de DAP (diâmetro à altura do peito, a 1,30 metros do chão).
Seu fuste chega a ter até sete metros de comprimento; apresenta casca com ritidoma lenticelado; seu caule apresenta tricomas tectores esparsos e grande quantidade de lenticelas.
O eixo principal da inflorescência é fulvo e tomentoso. As brácteas são lineares e atingem de dois a três milímetros de comprimento.
As bractéolas são lineares e atingem de um e meio a dois milímetros de comprimento.
As flores atingem de treze a vinte milímetros de comprimento.
O cálice é fulvo e tomentoso e atinge de oito a doze milímetros de comprimento.
O tubo atinge de sete a oito milímetros de comprimento.
As pétalas possuem coloração lilas, azulada ou roxa.
O fruto é deiscente, lenhoso, glabro, apresenta coloração escura quando maduro e contém de uma a três sementes, mas geralmente só uma.
A muda possui germinação hipógea.
Sua raiz principal surge em cerca de nove a doze dias após a germinação.
O epicótilo torna-se visível a partir do décimo dia de germinação.
Após 26 dias a planta atinge altura de doze centímetros, apresenta sistema radicular pouco desenvolvido com algumas raízes secundárias e eófilos; esses eófilo possuem forma elíptica, filotaxia oposta, nervuras bem aparentes e bordos ondulados.
Aos cinquenta dias a plántula apresenta um terceiro eófilo, sistema radicular mais desenvolvido, os cotilédones ainda são presentes embora diminuídos e o cotilédone murcha completamente aos setenta dias.

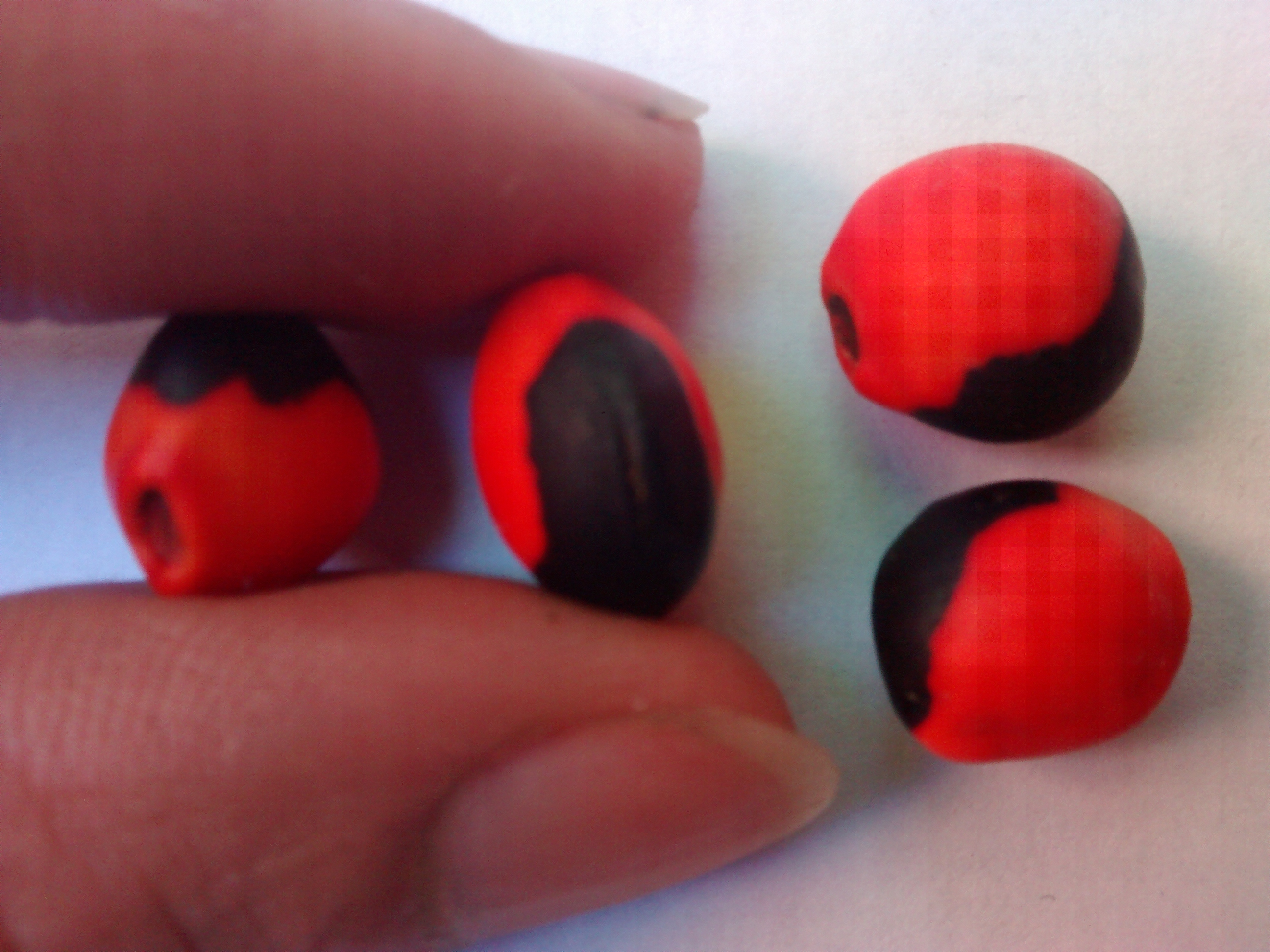
Sementes de O. arborea

### Semente
Suas sementes são chamativas, possuem cores vermelha e preta em alto contraste, testa bicolor, tegumento de textura lisa, formato de elíptico a oblongo, massa entre 685 e 776 miligramas, comprimento médio de 1,15 centímetros, diâmetro e espessura médios de 9,2 e 7,5 milímetros respectivamente.
Seu hilo é semicircundante, elíptico, heterócromo (cor esbranquiçada quando o funículo é removido) próximo à base da semente e possui fenda hilar pouco perceptível.
O embrião é de cor creme, invaginado, globoso.
Os cotilédones possuem colocarção verde são crassos, plano-convexos, dispostos perpendicularmente ao eixo hipocótilo-radícula, que é reto e curto de tamanho diminuto em relação ao restante da semente.
O epicótilo é cilíndrico de cor verde clara, possui superfície pilosa e apresenta rápido crescimento.
Sua germinação é criptocotiledonar ou fanerocotiledonar.

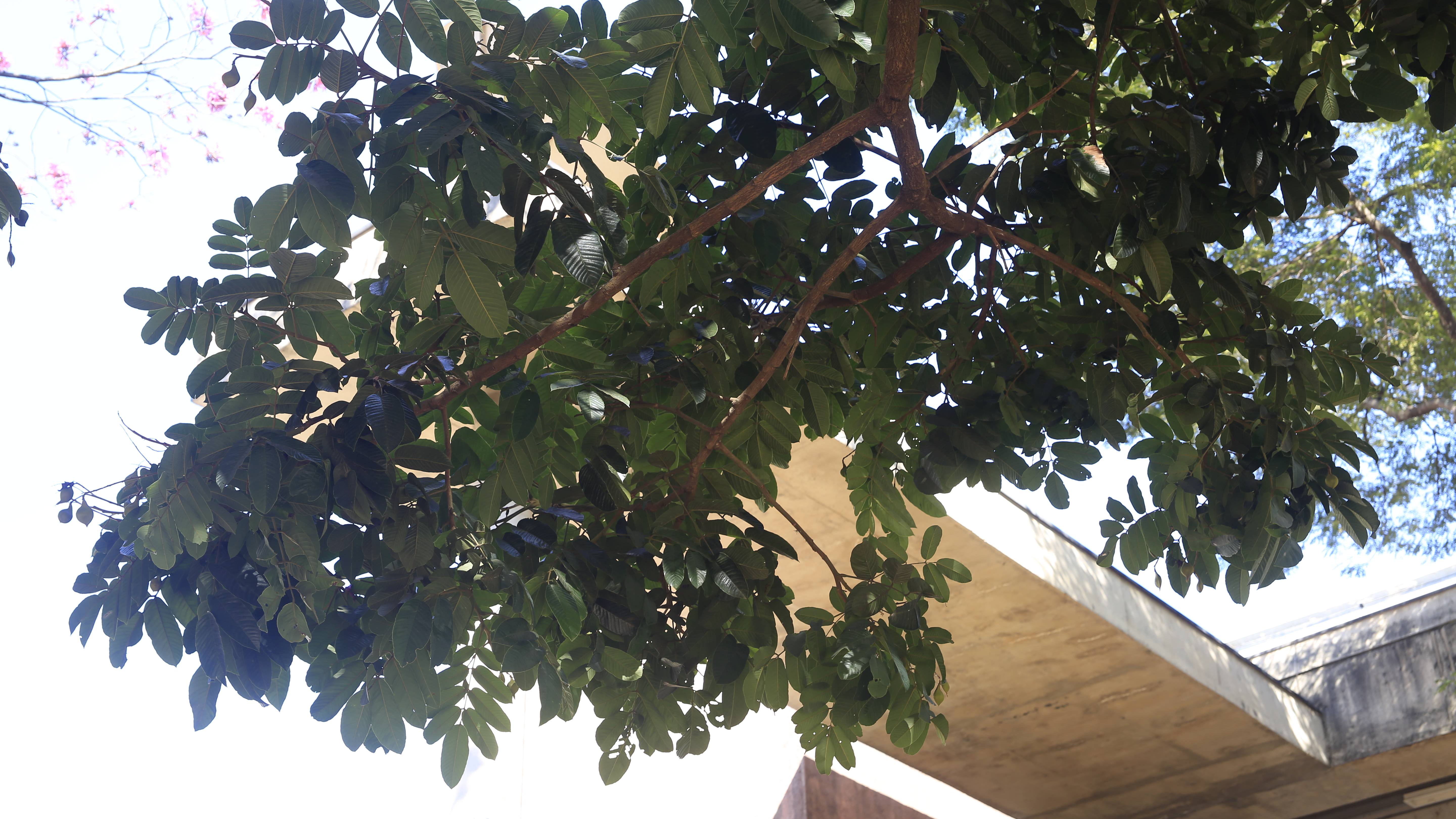
Folhas compostas e, nas extremidades da copa, frutos de O. arborea.

### Folhas
As folhas são compostas, imparipinadas, apresentam em média dez folíolos e atingem de cinco a 22 por quatro a nove centímetros de comprimento por largura respectivamente.
A face adaxial das folhas é glabra.
A face abaxial é fulva e tomentosa ao longo da nervura central ou pouco e esparsamente pubescente ou glabrescente.
Os folíolos são glabros, coriáceos, apresentam dimensões de dezessete por oito centímetros de comprimento e largura respectivamente, pigmentos vacuolares, espaços intercelulares conspícuos no parênquima esponjoso, tricomas tectores restritos à nervura principal e células epidérmicas da face adaxial maiores que as da face abaxial.
Não foram observadas estípulas em indivíduos adultos.
A nervura central atinge de doze a trinta centímetros de comprimento e é pilosa.
O pecíolo atinge de quatro a oito centímetros de comprimento.
O peciólulo atinge de três a cinco milímetros de comprimento.

## Ecologia
Ecologicamente a O. arborea possui habito semidecíduo ou perenifólio, é heliófita, climácica, prefere solos mais drenados, propicia associação do tipo micorriza, aparenta ser adaptada a alagamentos sazonais.
A polinização é feita por abelhas e outros insetos.
A dispersão de suas sementes ocorre de forma autocórica e por zoocoria.
As sementes da árvore possuem aparência chamativa de um fruto carnoso de arilo comestível, embora não tenham nutrientes a oferecer, acaba atraindo aves, dentre elas o jacu, que as ingerem e as regurgitam ou defecam intactas a distâncias variadas da origem.
O alcaloide quinolizidina, presente naturalmente nas sementes, inibe a sua predação destrutiva por animais sem impedir sua dispersão.
A espécie apresenta dificuldade de germinação devido a dureza do tegumento impermeabilizante da semente e também apresenta dificuldade de dispersão.
Seu florescimento ocorre de outubro a novembro e a seus frutos amadurecem entre os meses de setembro e outubro e permanecem na árvore ainda maduros por alguns meses.

## Nomes populares
A espécie também é conhecida por alguns nomes vernaculares como: olho de boi, angelim-ripa e outros.
Seus nomes vernaculares variam de acordo com a região como mostra a tabela a seguir:
|         |                    | Nomes vernaculares |                |            |            |           |               |                     |          |       |              |                 |  |  |
| angelim | arvoeiro           | assacu-mirim       | coroa-de-frade | coronheira | corunheira | macanaíba | olho-de-cabra | pau-de-santo-inácio | pau-ripa | tento | tento-grande | tento-macanaíba |  |  |
| Estados | Bahia              |                    |                |            |            |           |               |                     |          |       |              |                 |  |  |
| Estados | Espírito Santo     |                    |                |            |            |           |               |                     |          |       |              |                 |  |  |
| Estados | Mato Grosso        |                    |                |            |            |           |               |                     |          |       |              |                 |  |  |
| Estados | Mato Grosso do Sul |                    |                |            |            |           |               |                     |          |       |              |                 |  |  |
| Estados | Minas Gerais       |                    |                |            |            |           |               |                     |          |       |              |                 |  |  |
| Estados | Paraná             |                    |                |            |            |           |               |                     |          |       |              |                 |  |  |
| Estados | Rio de Janeiro     |                    |                |            |            |           |               |                     |          |       |              |                 |  |  |
| Estados | Santa Catarina     |                    |                |            |            |           |               |                     |          |       |              |                 |  |  |
| Estados | São Paulo          |                    |                |            |            |           |               |                     |          |       |              |                 |  |  |